# Томпеа
Томпеа је кречњачко брдо у централном делу града Талина, главног града Естоније. Брдо је дугуљаста висораван, величине око 400 пута 250 метара, површине 7 ха и око 20-30 метара више од околног подручја. У народном предању брдо је познато као тумулус над гробом Калева, који је подигла његова ожалошћена жена, у знак сећања.
Историја Томпее је уско повезана са историјом владара и моћи у Естонији. Данас је Томпеа центар Владе Естоније и Ригикогуа (парламента), који се често једноставно називају Томпеа. Локација Ригикогуа је дворац Томпеа, који се налази у југозападном углу брда и на врху је кула Високи Херман. Застава на врху торња један је од најпознатијих симбола владе у Естонији.
Томпеа је део УНЕСКО-ве Светске баштине у Старом граду у Талину.

## Геологија и топографија
Геолошки, Томпеа је повезана са северноестонским клинтом (који је и сам пододељак Балтичког клинта). Томпеа лежи око 1,5 км северозападно од северноестонске кречњачке висоравни. Плато и Томпеа су повезани благо нагнутим гребеном пешчара. Са истока, севера и запада Томпеа је ограничена литицом дужине 1,5 км и висине до 25 м. Јужна падина брда се блаже спушта. Горњи слој брда састоји се од ордовицијумског кречњака (дебљине око 5 м), који је уједно и главна стена изложена на литици. Међутим, већина литице је скривена иза заштитног зида и остало је само неколико стена видљивих на површини. 
Томпеа се први пут појавила као острво из Балтичког леденог језера пре око 10.000 година. Постала је повезана са копном током ране фазе Литоринског мора. 5.000 година пре нове ере море је још увек стизало до подножја литица Томпее. Данашња обала је на удаљености већој од 1 км од Томпее, а подножје брда лежи на 17–20 м надморске висине.  Брдо достиже око 48 м надморске висине. 

## Митологија
У естонској митологији Томпеа је позната као тумулус над гробом Калева, коју је подигла у његову успомену његова ожалошћена супруга Линда, како је описано у националном епу Калевипоег:
Линда је оплакивала Калева месец за месецом све док нису прошла три месеца, а четврти је био далеко одмакао. На његову гробницу је одложила камење које је формирало брдо на којем се сада налази катедрала Ревела. Енглески превод ВФ Кирби, 1895 

## Историја

### Рана историја
Верује се да су прво упориште на брду у 10. или 11. веку подигли становници древног естонског округа Ревала. Утврђено насеље из касног гвозденог доба вероватно није имало стално становнике, већ је сезонски коришћено за заштиту луке и оближње тржнице. Тачна локација упоришта није позната, али се претпоставља да је заузимала само мали део Томпее, било њену тадашњу највишу тачку мало југоисточно од данашње катедрале или северни крај брда. Рани археолошки докази са брда датирају углавном из друге половине 12. века и прве половине 13. века. Мање количине старијих налаза подржавају гледиште да је упориште могло бити успостављено већ током викиншког доба.

### Средњи век
Градина се помиње у Хроници Ливонског крсташког рата Хенрија Ливонског под именом Линданисе (Талин). Као део крсташког рата, у лето 1219. дански краљ Валдемар ll је започео напад на Талин. Његови крсташи су заузели напуштено упориште и истог лета почели да граде нови замак на његовом месту, касније назван Castrum Danorum. Након Линданиске битке која се водила у близини замка и резултирала победом Данске над Естонцима, на брду је подигнута и катедрала, мада се вероватно није налазила на истом месту као данашња.
У лето 1227. године дворац на Томпеи је освојен по наређењу Ливонијског братства мача, који су одмах по освајању почели да утврђују брдо. Плато је био подељен на три дела: Мали замак, Велики замак и спољашњи део (најјужнији део платоа испред два замка). Први камени замак Реда (Мали замак) подигнут је у југозападном углу платоа 1227-1229. Првобитни замак имао је отприлике исти облик као каснија проширења замка, али је био нешто мањи. Замак је враћен Данској након Стенсби споразума 1238. и остао је у њеном власништву (заједно са остатком Северне Естоније) наредних 138 година. Године 1240. завршена је изградња катедрале на месту на коме се данас налази. У другој половини 13. века Томпеа (Велики замак) је била опасана зидом по ободу брда, који су углавном изградили вазали који су поседовали тамошње парцеле.
Од тог периода, Томпеа почиње да се развија у центар покрајинске власти, свештенства и племства у северној Естонији. Већина вазала изабрала је Томпеу за своју резиденцију; до краја 13. века Велики замак је био густо насељен. Разлика између Томпее и Доњег града (Талина) такође се развила у то време, када је Талин добио сопствену управу – барем 1248. године, када је краљ Данске Ерик IV  доделио граду  права града Либека, али можда чак и раније. Године 1265. Доњи град је изузет од кастеланске владавине, а 1288. године заповедници дворца су изгубили и судску власт над грађанима Доњег града.
Радови на изградњи и проширењу оба замка настављени су у наредним вековима. У првој половини 14. века обновљен је јужни зид Великог замка и његов шанац је спојен са источним ровом Малог замка. На тај начин је изграђена спољна група двораца, након што су његова јужна и југоисточна страна биле ограђене зидом. Замак у целини имао је у то време два излаза: важнији је била јужна капија спољашњег дела, кроз коју је пут водио до брежуљка Тонисмаги, други је била капија на његовом источном делу, која је повезивала Томпеу са Доњим градом преко "дуге и кратке ноге".
После Ђурђевданског ноћног устанка, 1346. године Данска је продала своје поседе у северној Естонији и следећих 215 година били су под влашћу Ливонског реда. Талин (Доњи град), који је још увек био подложан градским правима Либека и само номинално зависио од феудалног система, развио се у цветајући ханзатски град, док је Томпеа остао политички и друштвено супротан Доњем граду. Границе територије Томпеа и Талина су утврђене споразумом из 1348. године, када је 220 ха од градске баштине дато Томпеи. Та област, која се налази југозападно од брда и где су током наредних периода изграђена предграђа Томпее, називала су се „територијом куполе“ до 20. века.
Убрзо по повратку у Томпеу, Ред је почео да шири замак – цео замак Реда је проширен и развијен у најјачи центар његових северних области, симбол њихове војне и политичке моћи. Изграђени су нови виши спољни зидови, проширени и продубљени ровови. Први део торња Пик Херман („Високи Херман“), који се налази на врху замка Томпеа, завршен је до 1371. године. Пик Херман је била прва кула у Талину прилагођена за одбрану у ери ватреног оружја. Касније, у 16. веку, кула је подигнута још виша од првобитне висине од 35 м. Зид Великог замка је такође утврђен новим кулама: уз његов зид је до краја 14. века подигнуто укупно 14 одбрамбених кула (укључујући и капију кулу под називом Сахат-кула – једини излаз).

### Шведска и руска владавина
Шведско царство је освојило Северну Естонију током Ливонског рата, 1561. године, и држало је до Великог северног рата, када је Талин освојила Русија 1710. године. Када је Талин капитулирао пред Ериком XIV Шведским 1561. године, краљ је одлучио да не мења статус кво у односима између Томпее и Доњег града. Томпеа је, као посебан град (Dom zu Reval) под сопственом управом, могао да задржи низ посебних права и привилегија, од којих је последња остала у књигама до 1889. Томпеа је припојена Талину (Доњи град) тек 1878. године, када су у периоду русификације претходни закони који су регулисали ова два града замењени руским административним правом. Два дела града су такође била уједињена на кратко 1785-1796. Томпеа и Доњи град су уједињени у јединствен полицијски округ 1805. Посебно приватно право је било на снази за Томпеу до 1944. године.
1684. Томпеа је претрпела најразорнији пожар у својој историји. Томпеа је била погођена ранијим пожарима 1288, 1433, 1553. и 1581. године, али је пожар из 1684. био много већег обима, уништивши већину зграда у Великом замку, укључујући и катедралу. Мали замак је остао нетакнут од пожара. Пожари су један од разлога зашто Томпеа изгледа архитектонски другачије и новије од Доњег града.
Крајем 17. века направљено је неколико планова за јачање утврђења Томпеа и Талина са земљаним радовима и савременим бастионима. Иако је пројекат Ерика Далберга одобрен 1686. године, изградња је била спора због финансијских потешкоћа и до почетка Великог северног рата само су два бастиона била завршена око Томпее како је планирано - шведски бастион и бастион Ингерманланд, који су оба штитили Томпеу са југа.
Након Великог северног рата и освајања Естоније од стране Руског царства, прва половина 18. века била је период општег занемаривања Томпее, а такође и замка, који је неколико деценија био неупотребљиван. Ситуација се променила у другој половини 18. века: 1767-1773, источно крило замка је потпуно преграђено у управну зграду Губерније Естоније по наређењу Катарине II. За изградњу грађевине срушена је југоисточна кула замка (Stür den Kerl), као и затрпани ровови; заједно са њим, спољни део двораца је дизајниран у квадрат (Трг замка, ест. Lossi plats). Зграда је личила на аристократску палату, што је довело до тога да је замак добио алтернативно име: Палата Томпеа.  Кућа Стенбок, једна од најистакнутијих грађевина на северној ивици Томпее, такође је изграђена у истом периоду – предвиђена зграда суда је вероватно завршена до 1792. године. 
Талин је уклоњен са листе утврђених градова Руске империје 1857. Ово је омогућило да се са јужног краја Томпее изграде три нова пута преко претходних одбрамбених објеката: Пут Фалги, изграђен 1856-1857, водио је на запад до пута за Палдиски, Улица Томпеа (1860-1861) је водила на југ до Тонисмагија а Команданди улица је водила на исток, близу Харју капије, где се данас налази стуб победе у рату за независност.
Општи изглед Томпее се у великој мери променио када је 1894-1900. изграђена архитектонски потпуно другачија руска православна Саборна црква Александра Невског. Црква, која се налази на Тргу замка испред палате Томпеа, подигнута је у периоду русификације као симбол царске владавине и руске доминације. Због веома истакнуте локације и одмах препознатљивог руског стила, катедрала је наишла на отпор већ у време изградње, а крајем 1920-их и 1930-их година, у независној Републици Естонији, било је чак и предлога да се сруши. 
1903. године, када су степенице Паткули изграђене близу северног краја брда, Томпеа је добила нови приступ из правца главне железничке станице у Талину. 

## Томпеа данас
У више пута обнављаном дворцу Томпеа – који се састоји од владарске палате из царског доба, зидова и кула средњовековне тврђаве, зграде експресионистичког парламента из 1922. године, плус неколико других зграда – сада се налази естонски парламент. Фасада класицистичке владарске палате доминира Тргом замка (Lossi plats), где је надвисује православна црква Александра Невског. Саборна црква, данас главна црква Естонске православне цркве Московске патријаршије, због свог егзотичног изгледа постала је за туристе својеврсни симбол Талина, док је мишљење Естонаца о њој прилично двосмислено. Лутеранска катедрала (Toomkirik) из које је првобитно настало име Томпеа, сада је седиште естонске евангеличке лутеранске цркве и можда је најбоље задржала средњовековни изглед међу зградама Томпее. Већина зграда у Томпеи потиче из 18. и 19. века. Док је Мали замак углавном сачувао свој облик, од зидова и кула Великог замка остало је само неколико фрагмената.
Остале значајне локације у Томпеи укључују зграду Владе Естоније (познату и као „Кућа Стенбока“) и зграду Естонског витештва, у којој је од раних 1990-их до 2005. године био Музеј Естоније уметности, а од 2009. привремено је користи Естонска академија уметности. Естонска академија наука такође има седиште у Томпеи, у палати Унгерн-Штернберг (седиште локалне немачке културне самоуправе у међуратном периоду).
Томпеа је такође локација неколико страних амбасада у Естонији - Финске, Холандије, Португала и канцеларије амбасаде Канаде.

У Томпеи постоји неколико платформи за посматрање, које нуде добар поглед на околни град и популарне су међу туристима који посећују Талин.

## Галерија
- Макета Томпее 1825.
- Пактули степенице 1997.
- Поглед на Талин 2018.
- "Мала нога"
- Меморијал у Башти данског краља у Талину. Према легенди, данска застава Данеброг је овде пала са неба током битке између Данаца и Естонаца 1219. године.
- Зидине старог града